# 小山益太
小山 益太（こやま ますた、1861年10月15日（文久元年9月12日）- 1924年（大正13年）7月1日）は、日本の園芸家である。号は楽山園。

## 経歴・人物
備前の赤磐郡稗田村に生まれる。幼少時に漢学を学び、後に廃藩置県により赤磐郡議会の書記を務めた。その後園芸栽培の活動を始め、同地で生産されるモモやナシ、ブドウ等多くの果実の品種改良に携わる。
またその果実の袋掛け法の改善や害虫駆除のために、殺虫剤の研究開発にも携わった。この開発は後に石油浸出法による石油乳剤を用いたものであり、「六液」の名で知られ普遍的に多くの農家で使用された。その後も果実の販売向上のために市場の開業や、大原奨農会（現在の岡山大学資源植物化学研究所）からの招聘よって果樹園の経営にも携わった。